# Edmund Giemsa
Edmund Giemsa (Ruda Śląska, Austria-Hungría, 16 de octubre de 1912 - Chinnor, Reino Unido, 30 de septiembre de 1994) fue un futbolista internacional polaco que jugaba en la posición de defensa.

## Biografía
Edmund Giemsa (también estilizado como Giemza) comenzó su carrera profesional jugando en la posición de delantero, antes de pasar a ser un centrocampista defensivo y especialista en lanzar de faltas. A nivel de clubes, Giemsa jugó principalmente en el Ruch Chorzów, equipo con el que fue varias veces campeón de Polonia (1933, 1934, 1935, 1936, 1938). El 4 de junio de 1933, en Varsovia, debutó con la selección absoluta polaca en la derrota por 0-1 frente a Bélgica. Fue convocado en nueve ocasiones con la selección absoluta polaca, siendo uno de los jugadores que participó en la Copa Mundial de Fútbol de 1938 celebrada en Francia. Estuvo en el banquillo durante el partido de octavos de final entre Polonia y Brasil, en el que la selección polaca perdió 5-6 en Estrasburgo, el 5 de junio de 1938. Su último partido como internacional fue el 27 de agosto de 1939, en la victoria por 4-2 ante Hungría.
Tras la invasión alemana de Polonia de 1939, su equipo fue rebautizado como Bismarckhütter SV 99 y pasó a jugar en la Gauliga, máxima categoría del sistema de ligas de la Alemania nazi. En 1941, con la Segunda Guerra Mundial haciéndose más aguda, Giemsa fue llamado a filas y se enroló obligatoriamente a la Wehrmacht, pero desertó para unirse a la resistencia francesa. Finalizada la guerra, Giemsa decidió quedarse en el Reino Unido y no regresó a Polonia. Murió el 30 de septiembre de 1994 en Chinnor, en el condado de Oxfordshire, a la edad de 81 años.